# Équipe de France de basket-ball en 1928
L'Équipe de France de basket-ball en 1928.

## Les matches
| Date       | Lieu      | Adversaire | Score   | Compétition | Meilleurs marqueurs (France) |
| 6 mai 1928 | Bruxelles | Belgique   | V 31-17 | A           | -                            |

D : défaite, V : victoire
A : Amical

## L'équipe
- Sélectionneur :
- Assistants :

| Poste | Joueur            | Nombre matchs | Nombre points | Club(s) 1928   |
| -     | Marcel Beaulieu   | 1             | -             | Red Star       |
| -     | Roger Burnel      | 1             | -             | CS Plaisance   |
| -     | Paul Hotille      | 1             | -             | US Tourcoing   |
| -     | Marcel Lafontaine | 1             |               | Stade français |
| -     | Henri Sahuguet    | 1             | -             | Res. Sociale   |
| -     | André Sabourdy    | 1             | -             | AS Montrouge   |

## Faits et anecdotes
- Il s'agit là de la première victoire de l'équipe de France, après deux défaites contre l'Italie (1926 et 1927)

## Sources et références
- CD-rom : 1926-2003 Tous les matchs des équipes de France édité par la FFBB.